# Superliga de Eslovaquia 2019-20
La temporada 2019-20 fue la edición número 27 de la Superliga de Eslovaquia, la máxima categoría del fútbol profesional en Eslovaquia. La temporada comenzó el 21 de julio de 2019 y finalizó el 11 de julio de 2020. Comprende un receso invernal entre el 9 de diciembre de 2019 al 15 de febrero de 2020.
El Slovan Bratislava se coronó campeón de la Superliga conquistando así, el 10° título de su historia.

## Formato
El campeonato se juega en dos fases distintas, la primera fase va a utilizar un torneo round-robin de 22 fechas y la segunda fase se dividirán en dos grupos uno del 1 al 6 lugar que jugará por el título y los puestos para torneos europeas y el segundo grupo, compuesto por los equipos de 7.º lugar al 12, que jugarán para evitar el descenso. Los dos últimos equipos serán descendidos y serán reemplazados por el campeón y el subcampeón de la 2. Liga de Eslovaquia. Los puntos obtenidos en la primera etapa se acumulan en la segunda etapa
El primer clasificado obtendrá un cupo para la segunda ronda de la Liga de Campeones de la UEFA 2020-21, mientras que el segundo y tercer clasificado obtienen un cupo para la primera ronda de la Liga Europa de la UEFA 2020-21; por otro lado el último clasificado descenderá a la 2. Liga de Eslovaquia 2020-21.
Un tercer cupo para la primera ronda de la Liga Europa de la UEFA 2020-21 es otorgado al campeón de la Copa de Eslovaquia.

## Ascensos y descensos
- El FK Železiarne Podbrezová recientemente descendido es sustituido por el campeón de la 2. Liga de Eslovaquia, el FK Pohronie que es debutante en la Superliga.
| Pos. | Descendido de Superliga de Eslovaquia 2018-19 |
| ---- | --------------------------------------------- |
| 12.º | Železiarne Podbrezová                         |

| Pos. | Ascendido de 2. Liga de Eslovaquia 2018-19 |
| ---- | ------------------------------------------ |
| 1.º  | Pohronie                                   |

## Equipos participantes
| Club                | Ciudad          | Estadio                         | Capacidad |
| ------------------- | --------------- | ------------------------------- | --------- |
| DAC Dunajská Streda | Dunajská Streda | MOL Aréna                       | 12,700    |
| Nitra               | Nitra           | Štadión pod Zoborom             | 7,480     |
| Pohronie            | Žiar nad Hronom | Mestský štadión Žiar nad Hronom | 2,500     |
| Ružomberok          | Ružomberok      | Štadión pod Čebraťom            | 4,817     |
| Senica              | Senica          | OMS ARENA Senica                | 5,070     |
| Sered               | Sereď           | Štadión pod Zoborom             | 7,480     |
| Slovan Bratislava   | Bratislava      | Tehelné pole                    | 22,500    |
| Spartak Trnava      | Trnava          | Štadión Antona Malatinského     | 19,200    |
| Trenčín             | Trenčín         | Štadión na Sihoti               | 3,500     |
| Zlaté Moravce       | Zlaté Moravce   | Štadión FC ViOn                 | 4,000     |
| Žilina              | Žilina          | Štadión pod Dubňom              | 11,258    |
| Zemplín Michalovce  | Michalovce      | Mestský futbalový štadión       | 4,440     |

## Temporada regular

### Tabla de posiciones
| Pos. | Equipo              | Pts. | PJ | G  | E  | P  | GF | GC | Dif. | Clasificación 2019-20 |
| ---- | ------------------- | ---- | -- | -- | -- | -- | -- | -- | ---- | --------------------- |
| 1    | Slovan Bratislava   | 55   | 22 | 17 | 4  | 1  | 46 | 11 | +35  | Grupo campeonato      |
| 2    | Žilina              | 45   | 22 | 13 | 6  | 3  | 38 | 17 | +21  | Grupo campeonato      |
| 3    | DAC Dunajská Streda | 38   | 22 | 11 | 5  | 6  | 31 | 25 | +6   | Grupo campeonato      |
| 4    | Zemplín Michalovce  | 30   | 22 | 8  | 6  | 8  | 28 | 32 | −4   | Grupo campeonato      |
| 5    | Spartak Trnava      | 30   | 22 | 9  | 3  | 10 | 25 | 26 | −1   | Grupo campeonato      |
| 6    | Ružomberok          | 28   | 22 | 6  | 10 | 6  | 25 | 27 | −2   | Grupo campeonato      |
| 7    | Trenčín             | 27   | 22 | 7  | 6  | 9  | 39 | 35 | +4   | Grupo Descenso        |
| 8    | Zlaté Moravce       | 26   | 22 | 6  | 8  | 8  | 22 | 28 | −6   | Grupo Descenso        |
| 9    | Senica              | 24   | 22 | 6  | 6  | 10 | 24 | 33 | −9   | Grupo Descenso        |
| 10   | Sered               | 22   | 22 | 5  | 7  | 10 | 23 | 34 | −11  | Grupo Descenso        |
| 11   | Nitra               | 19   | 22 | 5  | 4  | 13 | 17 | 31 | −14  | Grupo Descenso        |
| 12   | Pohronie            | 16   | 22 | 3  | 7  | 12 | 19 | 38 | −19  | Grupo Descenso        |

Actualizado a los partidos jugados el 7 de marzo de 2020.
 Fuente: Fortuna Liga, Soccerway
Criterios de clasificación: 1) Puntos; 2) puntos entre sí; 3) diferencia de goles; 4) Goles marcados.

### Resultados
| Local \ Visitante   | DAC | NIT | POH | RUZ | SEN | SER | SLO | SPA | TRE | ZEM | ZIL | ZLA |
| ------------------- | --- | --- | --- | --- | --- | --- | --- | --- | --- | --- | --- | --- |
| DAC Dunajská Streda | —   | 1–0 | 5–1 | 0–1 | 0–0 | 0–0 | 5–2 | 0–1 | 3–1 | 1–1 | 1–0 | 2–1 |
| Nitra               | 1–2 | —   | 0–0 | 1–2 | 1–4 | 3–2 | 0–1 | 1–0 | 1–1 | 0–2 | 0–0 | 0–1 |
| Pohronie            | 0–2 | 0–3 | —   | 1–2 | 0–0 | 2–1 | 1–3 | 2–2 | 0–4 | 2–2 | 0–1 | 1–1 |
| Ružomberok          | 0–0 | 1–0 | 0–1 | —   | 2–2 | 1–1 | 1–1 | 0–1 | 2–2 | 1–1 | 2–3 | 0–0 |
| Senica              | 0–1 | 0–3 | 1–0 | 2–2 | —   | 0–1 | 0–3 | 2–0 | 3–1 | 4–0 | 1–2 | 1–3 |
| Sered               | 3–1 | 0–1 | 3–3 | 2–2 | 2–1 | —   | 0–4 | 2–1 | 1–1 | 0–2 | 0–3 | 0–0 |
| Slovan Bratislava   | 2–0 | 4–0 | 2–1 | 1–0 | 2–0 | 2–0 | —   | 2–0 | 2–0 | 3–0 | 1–1 | 4–0 |
| Spartak Trnava      | 1–2 | 2–0 | 3–2 | 2–0 | 0–0 | 2–0 | 0–0 | —   | 1–2 | 2–1 | 0–1 | 2–1 |
| Trenčín             | 2–1 | 2–2 | 0–1 | 1–1 | 2–3 | 2–1 | 2–4 | 1–0 | —   | 8–1 | 3–0 | 2–2 |
| Zemplín Michalovce  | 5–0 | 1–0 | 1–0 | 0–1 | 3–0 | 1–1 | 0–1 | 2–0 | 2–1 | —   | 0–3 | 2–2 |
| Žilina              | 2–2 | 3–0 | 2–1 | 1–2 | 5–0 | 1–0 | 0–0 | 4–2 | 2–1 | 1–1 | —   | 3–0 |
| Zlaté Moravce       | 1–2 | 1–0 | 0–0 | 4–2 | 0–0 | 1–3 | 0–1 | 1–3 | 2–0 | 1–0 | 0–0 | —   |

## Grupo campeonato

### Tabla de posiciones
| Pos. | Equipo                | Pts. | PJ | G  | E  | P  | GF | GC | Dif. | Clasificación 2020-21                 |
| ---- | --------------------- | ---- | -- | -- | -- | -- | -- | -- | ---- | ------------------------------------- |
| 1    | Slovan Bratislava (C) | 68   | 27 | 21 | 5  | 1  | 57 | 14 | +43  | Primera ronda de la Liga de Campeones |
| 2    | Žilina                | 51   | 27 | 15 | 6  | 6  | 48 | 25 | +23  | Primera ronda de la Liga Europa       |
| 3    | DAC Dunajská Streda   | 50   | 27 | 15 | 5  | 7  | 42 | 28 | +14  | Primera ronda de la Liga Europa       |
| 4    | Spartak Trnava        | 35   | 27 | 10 | 5  | 12 | 30 | 32 | −2   | Playoffs para la Liga Europea         |
| 5    | Ružomberok (O)        | 32   | 27 | 7  | 11 | 9  | 28 | 33 | −5   | Playoffs para la Liga Europea         |
| 6    | Zemplín Michalovce    | 32   | 27 | 8  | 8  | 11 | 31 | 49 | −18  | Playoffs para la Liga Europea         |

Actualizado a los partidos jugados el 11 de julio de 2020.
 Fuente: Fortuna Liga, Soccerway
Criterios de clasificación: 1) Puntos; 2) puntos entre sí; 3) diferencia de goles entre si; 4) Goles marcados entre si; 5) Play-off.

### Resultados
| Local \ Visitante   | DAC | RUZ | SLO | SPA | ZEM | ZIL |
| ------------------- | --- | --- | --- | --- | --- | --- |
| DAC Dunajská Streda | —   | —   | 1–3 | —   | 5–0 | 2–0 |
| Ružomberok          | 0–1 | —   | —   | —   | —   | 2–1 |
| Slovan Bratislava   | —   | 1–0 | —   | 0–0 | 4–0 | —   |
| Spartak Trnava      | 0–2 | 2–0 | —   | —   | —   | —   |
| Zemplín Michalovce  | —   | 1–1 | —   | 2–2 | —   | —   |
| Žilina              | —   | —   | 2–3 | 2–1 | 5–0 | —   |

## Grupo descenso

### Tabla de posiciones
| Pos. | Equipo        | Pts. | PJ | G  | E | P  | GF | GC | Dif. | Clasificación 2020-21         |
| ---- | ------------- | ---- | -- | -- | - | -- | -- | -- | ---- | ----------------------------- |
| 1    | Trenčín       | 39   | 27 | 11 | 6 | 10 | 52 | 43 | +9   | Playoffs para la Liga Europea |
| 2    | Zlaté Moravce | 33   | 27 | 8  | 9 | 10 | 27 | 33 | −6   |                               |
| 3    | Sered         | 27   | 27 | 6  | 9 | 12 | 29 | 41 | −12  |                               |
| 4    | Senica        | 26   | 27 | 6  | 8 | 13 | 26 | 40 | −14  |                               |
| 5    | Pohronie      | 26   | 27 | 6  | 8 | 13 | 25 | 44 | −19  |                               |
| 6    | Nitra (O)     | 25   | 27 | 7  | 4 | 16 | 23 | 36 | −13  | Play-off de permanecia        |

Actualizado a los partidos jugados el 11 de julio de 2020.
 Fuente: Fortuna Liga, Soccerway

### Resultados
| Local \ Visitante | NIT | POH | SEN | SER | TRE | ZLA |
| ----------------- | --- | --- | --- | --- | --- | --- |
| Nitra             | —   | 0–2 | 2–0 | —   | —   | —   |
| Pohronie          | —   | —   | 1–0 | —   | —   | 1–0 |
| Senica            | —   | —   | —   | 1–1 | 1–3 | 0–0 |
| Sered             | 1–0 | 2–2 | —   | —   | —   | —   |
| Trenčín           | 0–3 | 4–0 | —   | 3–2 | —   | —   |
| Zlaté Moravce     | 2–1 | —   | —   | 1–0 | 2–3 | —   |

## Europa League Playoffs
El último cupo para la Primera ronda de la Liga Europa 2020-21 se definirá con un play-off entre los equipos ubicados desde el cuarto al séptimo puesto. En las semifinales se enfrentaran el cuarto vs. el séptimo y el quinto vs. el sexto, los ganadores jugaran la final y el campeón obtendrá el cupo para la Liga Europa.

### Semifinales
| 14 de julio de 2020, 18:00 | Ružomberok     | 1:0 (0:0) | Zemplín Michalovce | Štadión pod Čebraťom, Ružomberok                         |                                                          |
|                            | - Twardzik 82' | Reporte   |                    | Asistencia: 1045 espectadores Árbitro(s): Peter Kráľovič | Asistencia: 1045 espectadores Árbitro(s): Peter Kráľovič |

| 14 de julio de 2020, 20:00 | Spartak Trnava                             | 3:0 (1:0) | Trenčín | Estadio Anton Malatinský, Trnava                        |                                                         |
|                            | - Vukojević 42' - Cabral 83' - Sobczyk 87' | Reporte   |         | Asistencia: 2737 espectadores Árbitro(s): Ivan Kružliak | Asistencia: 2737 espectadores Árbitro(s): Ivan Kružliak |

### Final
| 17 de julio de 2020, 18:00 | Spartak Trnava | 0:2 (0:0) | Ružomberok                | Estadio Anton Malatinský, Trnava                        |                                                         |
|                            |                | Reporte   | - 81' Maslo - 90+3' Takáč | Asistencia: 3959 espectadores Árbitro(s): Erik Gemzický | Asistencia: 3959 espectadores Árbitro(s): Erik Gemzický |

## Playoffs de descenso
- Se disputó entre el equipo ubicado en el puesto 12 de la Superliga y el primer equipo clasificado de la 2. Liga 2019–20, por un lugar en la máxima categoría la próxima temporada.
| 14 de julio de 2020, 17:00 | Dubnica | 0:0     | Nitra | Mestský futbalový štadión, Michalovce                   |                                                         |
|                            |         | Reporte |       | Asistencia: 2456 espectadores Árbitro(s): Michal Smolák | Asistencia: 2456 espectadores Árbitro(s): Michal Smolák |

| 17 de julio de 2020, 20:00 | Nitra                                    | 3:0 (2:0) (Global 3:0) | Dubnica | Štadión pod Zoborom, Nitra                               |                                                          |
|                            | - Kóša 7' - Ristovski 20' - Hambálek 90' | Reporte                |         | Asistencia: 3057 espectadores Árbitro(s): Peter Kralovic | Asistencia: 3057 espectadores Árbitro(s): Peter Kralovic |

- Nitra vence por un resultado global de 3-0 y se mantiene en la Superliga.

## Estadísticas jugadores

### Goleadores
- Actualizado al 8 de diciembre de 2019.
| Pos. | Jugador            | Club                | Goles |
| ---- | ------------------ | ------------------- | ----- |
| 1    | Andraž Šporar      | Slovan Bratislava   | 12    |
| 2    | Milan Ristovski    | Nitra               | 11    |
| 3    | Osman Bukari       | Trenčín             | 10    |
| 4    | Rafael Ratão       | Slovan Bratislava   | 9     |
| 4    | Ján Bernát         | Žilina              | 9     |
| 4    | Zsolt Kalmár       | DAC Dunajská Streda | 9     |
| 7    | Frank Castañeda    | Senica              | 8     |
| 7    | Issa Modibo Sidibé | Zemplín Michalovce  | 8     |
| 7    | Tomáš Ďubek        | Zlaté Moravce       | 8     |
| 7    | Ante Roguljić      | Trenčín             | 8     |

### Asistencias
- Actualizado al 8 de diciembre de 2019.
| Pos. | jugador         | Club                | Asistencias |
| ---- | --------------- | ------------------- | ----------- |
| 1    | Gino van Kessel | Trenčín             | 12          |
| 2    | Erik Daniel     | Slovan Bratislava   | 8           |
| 3    | Moha Rharsalla  | Slovan Bratislava   | 7           |
| 3    | Igor Žofčák     | Zemplín Michalovce  | 7           |
| 3    | Osman Bukari    | Trenčín             | 7           |
| 3    | Alex Iván       | Sered               | 7           |
| 3    | Marko Divković  | DAC Dunajská Streda | 7           |
| 8    | Miroslav Káčer  | Žilina              | 5           |
| 9    | Nono            | Slovan Bratislava   | 4           |
| 9    | Dejan Dražić    | Slovan Bratislava   | 4           |